# تیسیر ابو سعده
تیسیر ابو سعده (عربی: تيسير أبو سعدة؛ زاده: ۱۹۵۱) در نوار غزه به دنیا آمد؛ او عضو سابق سازمان آزادیبخش فلسطین و بنیان‌گذار وزارت آرزوهای مسیحیت برای اسماعیل بود و به دین مسیحیت گروید. او قبلاً راننده شخصی یاسر عرفات بود.